# Reineria
Pour le genre de plantes Reineria Moench, 1802 synonyme de Tephrosia Persoon, 1807, voir Tephrosia.
Genre
Reineria est un genre de Coléoptères de la famille des Scarabaeidae.

## Systématique
Le nom valide complet (avec auteur) de ce taxon est Reineria Mikšić, 1968.
Reineria a pour synonymes :
- Astraea Mohnike, 1873
- Astraeella Krikken, 1982
- Euglyptica Arnaud, 2004

## Liste des espèces
Selon GBIF (23 novembre 2023) :
- Reineria alaini (Arnaud, 1992)
- Reineria aterrima (Mikšić, 1979)
- Reineria attenuata (Mohnike, 1873)
- Reineria bakeri (Moser, 1925)
- Reineria benquetia (Schultze, 1916)
- Reineria biguttulata (Mohnike, 1873)
- Reineria biplagiata (Mohnike, 1873)
- Reineria boudanti (Arnaud, 1992)
- Reineria cartereti (Arnaud, 1987)
- Reineria coeruleosignata (Mikšić, 1979)
- Reineria dumasi (Arnaud, 1992)
- Reineria eckeli (Schürhoff, 1933)
- Reineria expleta Legrand & Jákl, 2017
- Reineria fasciata (Schürhoff, 1935)
- Reineria flavopunctata (Blanchard, 1842)
- Reineria francolina (Burmeister, 1842)
- Reineria grimaulti (Arnaud, 1996)
- Reineria immaculata (Mikšić, 1982)
- Reineria kuntzeni (Schürhoff, 1933)
- Reineria lumawigi (Arnaud, 1990)
- Reineria luzonica (Moser, 1922)
- Reineria margaritacea (Mohnike, 1873)
- Reineria megaspilota (Wallace, 1867)
- Reineria miksici (Arnaud, 1992)
- Reineria mineti (Arnaud, 1982)
- Reineria moseri (Bourgoin, 1931)
- Reineria mucksteini Legrand & Jákl, 2017
- Reineria multimaculata (Moser, 1910)
- Reineria multoguttata (Mohnike, 1873)
- Reineria pehrsoni (Mikšić, 1981)
- Reineria punctiventris (Moser, 1917)
- Reineria romblonica (Mikšić, 1982)
- Reineria romeoi Arnaud, 2004
- Reineria schaueri (Schürhoff, 1933)
- Reineria simillima (Bourgoin, 1931)
- Reineria thieuleuxi Legrand & Flutsch, 2016

## Publication originale
- (de) R. Mikšić, « Einige Vorbemerkungen über die Einteilung der Gattung Glycyphana Burm », Folia Entomologica Hungarica, Budapest, vol. 21, no 1,‎ 1968, p. 137-145 (ISSN 0373-9465).